# Picture grey
Picture grey (stilizirano 𝚙𝚒𝚌𝚝𝚞𝚛𝚎 𝚐𝚛𝚎𝚢) je bila slovenska alternativna glasbena skupina iz Maribora, ki se je javnosti prvič predstavila novembra 2019 s koncertom v Dvorani Gustaf.
Za glasbo so značilni težki kitarski rifi, nežne melodije ter udarna lirika, ki je podkrepljene z raznolikim naborom vokalnih tehnik (petja in krikov). Glasba je dodatno obogatena z elektronskimi vzorci (matrice). 
V času svojega delovanja so ustvarili dva EP-ja in en singel v slovenskem jeziku: "In pride čas". 

## Zasedba
Projekt 𝚙𝚒𝚌𝚝𝚞𝚛𝚎 𝚐𝚛𝚎𝚢 je nastal na pobudo Vaneta Cafnika, ki je tudi idejni avtor skladb in zvoka. Zasedba članov se je v bandu skozi leta obstoja spreminjala. Vse do uradne objave zaključka projekta leta 2024 sta bila Vane Cafnik in Iva Flisar najbolj aktivna ustvarjalca zasedbe.

### Člani
- Vane Cafnik - avtor glasbe, kitara (2019-2024)
- Iva Flisar - vokal (2019-2024)

#### Nekdanji člani
- Denis Jančič - bobni (2019-2023)
- Vasja Bajde - kitara (2019-2023)
- Samo Šalamon - bas (2019-2022)
- Sebastijan Kužner - bas (2022-2023)

## Diskografija

### EP1: You(th)
"You(th) je točno to, kar je sam želel, da bi bil. Čuti se, ko skupina začuti sebe in ne sprejema kompromisov. Pogumno, zaletavo, brezglavo, zvesto. Je post-mladost. Sama zase."

#### Seznam skladb
1. PARANOIA
2. CHAINED
3. NO HORIZON
4. REMINDER
5. NOISE
6. ROOM OF 4

### In pride čas
"In pride čas" je prva in edina pesem s slovenskim besedilom, ki je bila izdana 19. maja 2021.
Kot besedilo pesmi je bila uporabljena lirika istoimenske pesmi "In pride čas", ki je delo pesnika Cirila Zlobca.
Ustvarjanje skladbe s poetsko liriko je bil velik izziv, sploh zato ker ima ‘In Pride Čas’ zanimivo pesniško strukturo.   Še posebej je band pesem pritegnila zaradi svoje tematike o času in minljivosti. 
Skladba je skupaj z ostalimi pesmimi del njihovega drugega EP-ja. Angleška različica pesmi se imenuje NOW.

### EP2: FRACTURED
"Picture Grey z notranjim krikom rušijo tabuje"
Pesmi za FRACTURED so nastale v času neugodnih razmer epidemije, ki je naplavila mnogo socialnih, psiholoških, eksistencialnih in še kakšnih izzivov ter dilem. Vse to se opazi v novih kompozicijah – predvsem v besedilih, ki so temačne in uporne.
Produkcija EP-ja je delo Ade Fentona iz Združenega kraljestva, ki je sicer znan po produkciji elektronske glasbe Garyja Numana.

#### Seznam skladb
1. FRACTURED
2. AT THE WRONG PLACE
3. NOW
4. THE BREAK UP
5. AWAKE

```
"Kar te spremlja, te oblikuje."
[
4
]
 V. Cafnik
```

## #AREYOUOK
Zaradi lirične tematike o psiholoških, čustvenih, mentalnih* oz. duševnih izzivih, ki se izražajo v njihovi glasbi, so leta 2022 pričeli z akcijo #AREYOUOK, s katero so želeli zmanjšati stigmo o duševnem zdravju, ki je na slovenskih tleh še zmeraj preveč prisotna. 

## Koncerti
V času svojega  obstoja so 𝚙𝚒𝚌𝚝𝚞𝚛𝚎 𝚐𝚛𝚎𝚢 imeli nekaj koncertov predvsem v domačem Mariboru. Njihov zadnji se je zgodil junija 2023 v Vetrinjskem dvoru, pod okriljem organizatorjev glasbene šole KUD CODA. 